# 奇斯爾赫斯特
奇斯爾赫斯特（Chislehurst）是英國英格蘭倫敦東南部郊區的一個地區 ，也是一個較為富裕的地區。在行政區劃上，奇斯爾赫斯特屬於布倫來倫敦自治市。奇斯爾赫斯特位於查令十字東南10.5英里（16.9）處。當地的奇斯爾赫斯特洞在二戰期間曾被用作防空洞。